# خوان كارلوس ريوس
خوان كارلوس ريوس (بالإسبانية: Juan Carlos Ríos)‏ هو لاعب كرة قدم بوليفي، ولد في 11 مايو 1972 في تاريخا في بوليفيا. شارك مع منتخب بوليفيا لكرة القدم. أما مع النوادي، فقد لعب مع ذي سترونغيست ونادي بوليفار ونادي خورخي ويلسترمان.